# Clasificación para la Copa Asiática 2011
La clasificación para la Copa Asiática 2011 se desarrolló entre enero de 2009 y marzo de 2010, con una eliminatoria previa disputada en abril de 2008.
En esta ocasión, las selecciones de Catar (país organizador), Irak, Arabia Saudita, Corea del Sur (tres primeros de la Copa Asiática 2007) e India (ganador de la Copa Desafío de la AFC 2008), no tomarán parte del proceso clasificatorio al tener su cupo asegurado para el torneo final.
De igual manera, el campeón de la Copa Desafío de la AFC 2010 clasificará al torneo final. Si el ganador de ese torneo es el mismo de la edición 2008, el subcampeón será el clasificado a la Copa Asiática 2011.

## Equipos que no participaron
Los 20 equipos participantes de la Clasificación para la Copa Desafío de la AFC 2008 no tomaron parte en la clasificación para la Copa Asiática.
| - Afganistán - Bangladés - Bután - Brunéi - Camboya | - China Taipéi - Corea del Norte - Filipinas - Guam - India | - Kirguistán - Laos - Macao - Birmania - Nepal | - Pakistán - Palestina - Sri Lanka - Tayikistán - Turkmenistán |

## Eliminatoria previa
En abril de 2008, Líbano y Maldivas disputaron una eliminatoria previa en formato de ida y vuelta, para decidir qué equipo disputaría finalmente la clasificación, al ser los equipos con más baja calificación de la AFC. 
| Equipo 1 | Agr. | Equipo 2 | Ida | Vuelta |
| -------- | ---- | -------- | --- | ------ |
| Líbano   | 6–1  | Maldivas | 4–0 | 2–1    |

| 9-4-2008 | Líbano                                                  | 4–0     | Maldivas | Camille Chamoun Sports City Stadium, Beirut               |                                                           |
|          | El Ali 5' · Yaacoub 11' · Atwi 13' (pen.) · Ghaddar 39' | Reporte |          | Asistencia: 200 espectadores Árbitro(s): Naser Al-Ghafary | Asistencia: 200 espectadores Árbitro(s): Naser Al-Ghafary |

| 23-4-2008 | Maldivas           | 1–2 (Global 1-6) | Líbano                    | Rasmee Dhandu Stadium, Malé                              |                                                          |
|           | Shamweel Qasim 22' | Reporte          | Korhani 9' · Al Jamal 75' | Asistencia: 6,000 espectadores Árbitro(s): Rosdi Shahrul | Asistencia: 6,000 espectadores Árbitro(s): Rosdi Shahrul |

## Sorteo
El 6 de diciembre de 2007 la Confederación Asiática de Fútbol anunció el orden de los equipos para la fase previa del torneo, y en qué bombos iban a quedar para el sorteo. (4 al 22), excluyendo a los primeros que fueron Irak, Arabia Saudita y Corea del Sur. Posterior a la fase previa se incluyó al clasificado 23, Líbano, luego de vencer a Maldivas (24).
El sorteo definitivo fue realizado en Kuala Lumpur, Malasia, el 15 de septiembre de 2008.
| Bombo 1                                 | Bombo 2                                                 | Bombo 3                               | Bombo 4                            |
| --------------------------------------- | ------------------------------------------------------- | ------------------------------------- | ---------------------------------- |
| Japón Australia Irán Uzbekistán Vietnam | China Tailandia Indonesia Emiratos Árabes Unidos Baréin | Omán Jordania Siria Malasia Hong Kong | Yemen Kuwait Singapur India Líbano |

Los equipos quedaron encuadrados en los siguientes grupos:

| Grupo A   | Grupo B   | Grupo C                | Grupo D | Grupo E   |
| --------- | --------- | ---------------------- | ------- | --------- |
| Japón     | Australia | Uzbekistán             | Vietnam | Irán      |
| Baréin    | Indonesia | Emiratos Árabes Unidos | China   | Tailandia |
| Hong Kong | Omán      | Malasia                | Siria   | Jordania  |
| Yemen     | Kuwait    | India                  | Líbano  | Singapur  |

## Resultados

### Grupo A
| Pos. | Equipo    | Pts. | PJ | G | E | P | GF | GC | Dif. | Clasificación |
| ---- | --------- | ---- | -- | - | - | - | -- | -- | ---- | ------------- |
| 1    | Japón     | 15   | 6  | 5 | 0 | 1 | 17 | 4  | +13  | Clasificados  |
| 2    | Baréin    | 12   | 6  | 4 | 0 | 2 | 12 | 6  | +6   | Clasificados  |
| 3    | Yemen     | 7    | 6  | 2 | 1 | 3 | 7  | 9  | −2   |               |
| 4    | Hong Kong | 1    | 6  | 0 | 1 | 5 | 1  | 18 | −17  |               |

 Fuente: 
| 20-1-2009 | Japón                   | 2–1     | Yemen         | KKWing Stadium, Kumamoto                            |                                                     |
|           | Okazaki 7' · Tanaka 66' | Reporte | Al-Fadhli 47' | Asistencia: 30,654 espectadores Árbitro(s): Tan Hai | Asistencia: 30,654 espectadores Árbitro(s): Tan Hai |

| 21-1-2009 | Hong Kong         | 1–3     | Baréin                                | Hong Kong Stadium, Hong Kong                           |                                                        |
|           | Cheng Siu Wai 90' | Reporte | Abdullatif 10' · Fatadi 37' · Isa 87' | Asistencia: 6,013 espectadores Árbitro(s): Vo Minh Tri | Asistencia: 6,013 espectadores Árbitro(s): Vo Minh Tri |

| 28-1-2009 | Yemen        | 1–0     | Hong Kong | Ali Muhesen Stadium, Saná                                      |                                                                |
|           | Al Selwi 52' | Reporte |           | Asistencia: 10,000 espectadores Árbitro(s): Abdullah Al Hilali | Asistencia: 10,000 espectadores Árbitro(s): Abdullah Al Hilali |

| 28-1-2009 | Baréin  | 1–0     | Japón | National Stadium, Madinat 'Isa                              |                                                             |
|           | Isa 24' | Reporte |       | Asistencia: 11,200 espectadores Árbitro(s): Ravshan Irmatov | Asistencia: 11,200 espectadores Árbitro(s): Ravshan Irmatov |

| 8-10-2009 | Japón                                                         | 6–0     | Hong Kong | Outsourcing Stadium, Shizuoka                            |                                                          |
|           | Okazaki 17' 74' 76' · Nagatomo 28' · Nakazawa 50' · Túlio 67' | Reporte |           | Asistencia: 16,028 espectadores Árbitro(s): Mohsen Torky | Asistencia: 16,028 espectadores Árbitro(s): Mohsen Torky |

| 18-10-2009 | Hong Kong | 0–4     | Japón                                                          | Hong Kong Stadium, Hong Kong                            |                                                         |
|            |           | Reporte | Hasebe 32' · Satō 74' · S. Nakamura 84' · Okazaki 90+1' (pen.) | Asistencia: 13,254 espectadores Árbitro(s): Peter Green | Asistencia: 13,254 espectadores Árbitro(s): Peter Green |

| 18-11-2009 | Baréin                                                        | 4–0     | Yemen | National Stadium, Madinat 'Isa                          |                                                         |
|            | Abdullatif 20' · Fatadi 28' · Salman 64' · Al-Dali 75' (a.g.) | Reporte |       | Asistencia: 1,000 espectadores Árbitro(s): Mohsen Basma | Asistencia: 1,000 espectadores Árbitro(s): Mohsen Basma |

| 6-1-2010 | Yemen                     | 2–3     | Japón                | Ali Muhesen Stadium, Saná                                        |                                                                  |
|          | Al-Fadhli 13' · Abbod 39' | Reporte | Hirayama 42' 55' 79' | Asistencia: 10 000 espectadores Árbitro(s): Ali Hamad Al-Badwawi | Asistencia: 10 000 espectadores Árbitro(s): Ali Hamad Al-Badwawi |

| 6-1-2010 | Baréin                             | 4–0     | Hong Kong | National Stadium, Madinat 'Isa                              |                                                             |
|          | Abdullatif 35' 40' 44' · Adnan 79' | Reporte |           | Asistencia: 1,550 espectadores Árbitro(s): Abdullah Balideh | Asistencia: 1,550 espectadores Árbitro(s): Abdullah Balideh |

| 20-1-2010 | Yemen                         | 3–0     | Baréin | Ali Muhesen Stadium, Saná                               |                                                         |
|           | Al Nono 5' 25' · Al Abidi 86' | Reporte |        | Asistencia: 7,000 espectadores Árbitro(s): Mohsen Torky | Asistencia: 7,000 espectadores Árbitro(s): Mohsen Torky |

| 3-3-2010 | Japón                     | 2–0     | Baréin | Toyota Stadium, Toyota                                         |                                                                |
|          | Okazaki 36' · Honda 90+2' | Reporte |        | Asistencia: 38,042 espectadores Árbitro(s): Malik Abdul Bashir | Asistencia: 38,042 espectadores Árbitro(s): Malik Abdul Bashir |

| 3-3-2010 | Hong Kong | 0–0     | Yemen | Hong Kong Stadium, Hong Kong                           |                                                        |
|          |           | Reporte |       | Asistencia: 1,212 espectadores Árbitro(s): Vo Minh Tri | Asistencia: 1,212 espectadores Árbitro(s): Vo Minh Tri |

### Grupo B
| Pos. | Equipo    | Pts. | PJ | G | E | P | GF | GC | Dif. | Clasificación |
| ---- | --------- | ---- | -- | - | - | - | -- | -- | ---- | ------------- |
| 1    | Australia | 11   | 6  | 3 | 2 | 1 | 6  | 4  | +2   | Clasificados  |
| 2    | Kuwait    | 9    | 6  | 2 | 3 | 1 | 6  | 5  | +1   | Clasificados  |
| 3    | Omán      | 8    | 6  | 2 | 2 | 2 | 4  | 4  | 0    |               |
| 4    | Indonesia | 3    | 6  | 0 | 3 | 3 | 3  | 6  | −3   |               |

 Fuente: 
| 19-1-2009 | Omán | 0–0     | Indonesia | Sultan Qaboos Sports Complex, Mascate                                |                                                                      |
|           |      | Reporte |           | Asistencia: 13,000 espectadores Árbitro(s): Tayeb Hasan Shamsuzzaman | Asistencia: 13,000 espectadores Árbitro(s): Tayeb Hasan Shamsuzzaman |

| 28-1-2009 | Indonesia | 0–0     | Australia | Gelora Bung Karno Stadium, Yakarta                             |                                                                |
|           |           | Reporte |           | Asistencia: 50,000 espectadores Árbitro(s): Malik Abdul Bashir | Asistencia: 50,000 espectadores Árbitro(s): Malik Abdul Bashir |

| 28-1-2009 | Kuwait | 0–1     | Omán      | Al-Sadaqua Walsalam Stadium, Kuwait City                           |                                                                    |
|           |        | Reporte | Rabia 64' | Asistencia: 22,000 espectadores Árbitro(s): Mohamed Omar Al Saeedi | Asistencia: 22,000 espectadores Árbitro(s): Mohamed Omar Al Saeedi |

| 5-3-2009 | Australia | 0–1     | Kuwait   | Canberra Stadium, Canberra                                |                                                           |
|          |           | Reporte | Neda 38' | Asistencia: 20,032 espectadores Árbitro(s): Masoud Moradi | Asistencia: 20,032 espectadores Árbitro(s): Masoud Moradi |

| 14-10-2009 | Australia  | 1–0     | Omán | Docklands Stadium, Melbourne                             |                                                          |
|            | Cahill 74' | Reporte |      | Asistencia: 20,595 espectadores Árbitro(s): Maasaki Toma | Asistencia: 20,595 espectadores Árbitro(s): Maasaki Toma |

| 14-11-2009 | Omán            | 1–2     | Australia                   | Sultan Qaboos Sports Complex, Mascate                  |                                                        |
|            | Ayil 15' (pen.) | Reporte | Wilkshire 43' · Emerton 82' | Asistencia: 12,000 espectadores Árbitro(s): Sun Baojie | Asistencia: 12,000 espectadores Árbitro(s): Sun Baojie |

| 14-11-2009 | Kuwait                   | 2–1      | Indonesia   | Al Kuwait Sports Club Stadium, Kuwait City                     |                                                                |
|            | Al-Mutawa 61' (pen.) 87' | [Reporte | Bambang 33' | Asistencia: 16,000 espectadores Árbitro(s): Valentin Kovalenko | Asistencia: 16,000 espectadores Árbitro(s): Valentin Kovalenko |

| 18-11-2009 | Indonesia  | 1–1     | Kuwait   | Gelora Bung Karno Stadium, Yakarta                      |                                                         |
|            | Budi 45+4' | Reporte | Ajab 72' | Asistencia: 36,000 espectadores Árbitro(s): Minoru Toju | Asistencia: 36,000 espectadores Árbitro(s): Minoru Toju |

| 6-1-2010 | Indonesia | 1–2     | Omán                      | Gelora Bung Karno Stadium, Yakarta                                 |                                                                    |
|          | Boaz 45'  | Reporte | Bashir 32' · Sulaiman 52' | Asistencia: 45,000 espectadores Árbitro(s): Subkhiddin Mohd Salleh | Asistencia: 45,000 espectadores Árbitro(s): Subkhiddin Mohd Salleh |

| 6-1-2010 | Kuwait                 | 2–2     | Australia                   | Al Kuwait Sports Club Stadium, Kuwait City                  |                                                             |
|          | Bandar 40' · Naser 44' | Reporte | Wilkshire 3' · Heffernan 5' | Asistencia: 20,000 espectadores Árbitro(s): Ravshan Irmatov | Asistencia: 20,000 espectadores Árbitro(s): Ravshan Irmatov |

| 3-3-2010 | Australia    | 1–0     | Indonesia | Suncorp Stadium, Brisbane                               |                                                         |
|          | Milligan 42' | Reporte |           | Asistencia: 20,422 espectadores Árbitro(s): Kenji Ogiya | Asistencia: 20,422 espectadores Árbitro(s): Kenji Ogiya |

| 3-3-2010 | Omán | 0–0     | Kuwait | Sultan Qaboos Sports Complex, Mascate                     |                                                           |
|          |      | Reporte |        | Asistencia: 27,000 espectadores Árbitro(s): Masoud Moradi | Asistencia: 27,000 espectadores Árbitro(s): Masoud Moradi |

### Grupo C
| Pos. | Equipo                 | Pts. | PJ | G | E | P | GF | GC | Dif. | Clasificación |
| ---- | ---------------------- | ---- | -- | - | - | - | -- | -- | ---- | ------------- |
| 1    | Emiratos Árabes Unidos | 9    | 4  | 3 | 0 | 1 | 7  | 1  | +6   | Clasificados  |
| 2    | Uzbekistán             | 9    | 4  | 3 | 0 | 1 | 7  | 3  | +4   | Clasificados  |
| 3    | Malasia                | 0    | 4  | 0 | 0 | 4 | 2  | 12 | −10  |               |

 Fuente: 
| 21-1-2009 | Malasia | 0–5     | Emiratos Árabes Unidos                                | KLFA Stadium, Kuala Lumpur                               |                                                          |
|           |         | Reporte | Omar 29' 45+1' (pen.) · Matar 62' 76' · A. Khalil 85' | Asistencia: 10,000 espectadores Árbitro(s): Ben Williams | Asistencia: 10,000 espectadores Árbitro(s): Ben Williams |

| 28-1-2009 | Emiratos Árabes Unidos | 0–1     | Uzbekistán      | Sharjah Stadium, Sharjah                                     |                                                              |
|           |                        | Reporte | F. Tadjiyev 30' | Asistencia: 15,000 espectadores Árbitro(s): Yuichi Nishimura | Asistencia: 15,000 espectadores Árbitro(s): Yuichi Nishimura |

| 14-1-2009 | Uzbekistán                      | 3–1     | Malasia         | JAR Stadium, Taskent                                     |                                                          |
|           | Djeparov 46' · Geynrikh 57' 65' | Reporte | Zaquan Adha 68' | Asistencia: 5,000 espectadores Árbitro(s): Masoud Moradi | Asistencia: 5,000 espectadores Árbitro(s): Masoud Moradi |

| 18-11-2009 | Malasia     | 1–3     | Uzbekistán                              | National Stadium, Kuala Lumpur                     |                                                    |
|            | Baddrol 73' | Reporte | Gafurov 33' · Nasimov 59' · Kapadze 74' | Asistencia: 2,000 espectadores Árbitro(s): Tan Hai | Asistencia: 2,000 espectadores Árbitro(s): Tan Hai |

| 6-1-2010 | Emiratos Árabes Unidos | 1–0     | Malasia | Al Shabab Stadium, Dubái                                |                                                         |
|          | A. Khalil 90+3'        | Reporte |         | Asistencia: 3,500 espectadores Árbitro(s): Mohsen Basma | Asistencia: 3,500 espectadores Árbitro(s): Mohsen Basma |

| 3-3-2010 | Uzbekistán | 0–1     | Emiratos Árabes Unidos | Pakhtakor Markaziy Stadium, Taskent                                  |                                                                      |
|          |            | Reporte | Al Manhali 90+2'       | Asistencia: 20,000 espectadores Árbitro(s): Tayeb Hasan Shamsuzzaman | Asistencia: 20,000 espectadores Árbitro(s): Tayeb Hasan Shamsuzzaman |

### Grupo D
| Pos. | Equipo  | Pts. | PJ | G | E | P | GF | GC | Dif. | Clasificación |
| ---- | ------- | ---- | -- | - | - | - | -- | -- | ---- | ------------- |
| 1    | Siria   | 14   | 6  | 4 | 2 | 0 | 10 | 2  | +8   | Clasificados  |
| 2    | China   | 13   | 6  | 4 | 1 | 1 | 13 | 5  | +8   | Clasificados  |
| 3    | Vietnam | 5    | 6  | 1 | 2 | 3 | 6  | 11 | −5   |               |
| 4    | Líbano  | 1    | 6  | 0 | 1 | 5 | 2  | 13 | −11  |               |

 Fuente: 
| 14-1-2009 | Vietnam                                                         | 3–1     | Líbano       | My Dinh National Stadium, Hanói                            |                                                            |
|           | Nguyen Minh Phuong 12' · Le Cong Vinh 30' · Nguyen Vu Phong 70' | Reporte | Moghrabi 75' | Asistencia: 13,000 espectadores Árbitro(s): Masaaki Iemoto | Asistencia: 13,000 espectadores Árbitro(s): Masaaki Iemoto |

| 14-1-2009 | Siria                                          | 3–2     | China                      | Aleppo International Stadium, Aleppo                    |                                                         |
|           | Al Sayed 8' (pen.), 24' · Al Khatib 39' (pen.) | Reporte | Qu Bo 51' · Liu Jian 90+4' | Asistencia: 7,000 espectadores Árbitro(s): Mohsen Torky | Asistencia: 7,000 espectadores Árbitro(s): Mohsen Torky |

| 21-1-2009 | China                                                             | 6–1     | Vietnam             | Yellow Dragon Sports Center, Hangzhou                    |                                                          |
|           | Gao Lin 2' 20' 84' · Du Wei 27' · Jiang Ning 37' · Hao Junmin 47' | Reporte | Nguyen Vu Phong 11' | Asistencia: 15,300 espectadores Árbitro(s): Kim Dong-Jin | Asistencia: 15,300 espectadores Árbitro(s): Kim Dong-Jin |

| 28-1-2009 | Líbano | 0–2     | Siria                             | Saida Municipal Stadium, Saida                            |                                                           |
|           |        | Reporte | J. Al Hussain 37' · Al Khatib 78' | Asistencia: 300 espectadores Árbitro(s): Abdullah Balideh | Asistencia: 300 espectadores Árbitro(s): Abdullah Balideh |

| 14-11-2009 | Vietnam | 0–1     | Siria      | My Dinh National Stadium, Hanói                          |                                                          |
|            |         | Reporte | Rafe 90+4' | Asistencia: 30,000 espectadores Árbitro(s): Ben Williams | Asistencia: 30,000 espectadores Árbitro(s): Ben Williams |

| 14-11-2009 | Líbano | 0–2     | China                  | Beirut Municipal Stadium, Beirut                                |                                                                 |
|            |        | Reporte | Yu Hai 44' · Qu Bo 73' | Asistencia: 2,000 espectadores Árbitro(s): Ali Hamad Al-Badwawi | Asistencia: 2,000 espectadores Árbitro(s): Ali Hamad Al-Badwawi |

| 18-11-2009 | Siria | 0–0     | Vietnam | Aleppo International Stadium, Aleppo                           |                                                                |
|            |       | Reporte |         | Asistencia: 19,000 espectadores Árbitro(s): Abdullah Al Hilali | Asistencia: 19,000 espectadores Árbitro(s): Abdullah Al Hilali |

| 22-11-2009 | China      | 1–0     | Líbano | Yellow Dragon Sports Center, Hangzhou                      |                                                            |
|            | Du Wei 21' | Reporte |        | Asistencia: 21,520 espectadores Árbitro(s): Matthew Breeze | Asistencia: 21,520 espectadores Árbitro(s): Matthew Breeze |

| 6-1-2010 | China | 0–0     | Siria | Yellow Dragon Sports Center, Hangzhou                    |                                                          |
|          |       | Reporte |       | Asistencia: 29,570 espectadores Árbitro(s): Toma Maasaki | Asistencia: 29,570 espectadores Árbitro(s): Toma Maasaki |

| 6-1-2010 | Líbano     | 1–1     | Vietnam              | Saida Municipal Stadium, Saida                             |                                                            |
|          | El Ali 20' | Reporte | Pham Thanh Luong 40' | Asistencia: 50 espectadores Árbitro(s): Kovalenko Valentin | Asistencia: 50 espectadores Árbitro(s): Kovalenko Valentin |

| 17-1-2010 | Vietnam                 | 1–2     | China                           | My Dinh National Stadium, Hanói                               |                                                               |
|           | Le Cong Vinh 76' (pen.) | Reporte | Yang Xu 35' · Zhang Linpeng 43' | Asistencia: 3,000 espectadores Árbitro(s): Malik Abdul Bashir | Asistencia: 3,000 espectadores Árbitro(s): Malik Abdul Bashir |

| 3-3-2010 | Siria                                                            | 4–0     | Líbano | Abbasiyyin Stadium, Damasco                              |                                                          |
|          | Al Zeno 4' · Al Ahga 10' · J. Al Hussain 47' · A. Al Hussain 60' | Reporte |        | Asistencia: 16,000 espectadores Árbitro(s): Kim Dong-Jin | Asistencia: 16,000 espectadores Árbitro(s): Kim Dong-Jin |

### Grupo E
| Pos. | Equipo    | Pts. | PJ | G | E | P | GF | GC | Dif. | Clasificación |
| ---- | --------- | ---- | -- | - | - | - | -- | -- | ---- | ------------- |
| 1    | Irán      | 13   | 6  | 4 | 1 | 1 | 11 | 2  | +9   | Clasificados  |
| 2    | Jordania  | 8    | 6  | 2 | 2 | 2 | 4  | 4  | 0    | Clasificados  |
| 3    | Tailandia | 6    | 6  | 1 | 3 | 2 | 3  | 3  | 0    |               |
| 4    | Singapur  | 6    | 6  | 2 | 0 | 4 | 6  | 15 | −9   |               |

 Fuente: 
| 14-1-2009 | Irán                                                                  | 6–0     | Singapur | Azadi Stadium, Teherán                                     |                                                            |
|           | Gholamnejad 43' · Bagheri 52' · Rezaei 55' · Zare 80' · Nouri 82' 83' | Reporte |          | Asistencia: 3,000 espectadores Árbitro(s): Mohamad Mansour | Asistencia: 3,000 espectadores Árbitro(s): Mohamad Mansour |

| 14-1-2009 | Jordania | 0–0     | Tailandia | Amman International Stadium, Amán                             |                                                               |
|           |          | Reporte |           | Asistencia: 5,000 espectadores Árbitro(s): Abdul-Rahman Rashu | Asistencia: 5,000 espectadores Árbitro(s): Abdul-Rahman Rashu |

| 28-1-2009 | Singapur                   | 2–1     | Jordania        | National Stadium, Singapur                             |                                                        |
|           | Casmir 21' · Alam Shah 63' | Reporte | Aqel 41' (pen.) | Asistencia: 6,188 espectadores Árbitro(s): Peter Green | Asistencia: 6,188 espectadores Árbitro(s): Peter Green |

| 28-1-2009 | Tailandia | 0–0     | Irán | Rajamangala Stadium, Bangkok                                   |                                                                |
|           |           | Reporte |      | Asistencia: 10,000 espectadores Árbitro(s): Valentin Kovalenko | Asistencia: 10,000 espectadores Árbitro(s): Valentin Kovalenko |

| 14-11-2009 | Singapur            | 1–3     | Tailandia                              | National Stadium, Singapur                                     |                                                                |
|            | Fahrudin 84' (pen.) | Reporte | Suksomkit 12' (pen.) 81' · Chaiman 75' | Asistencia: 22,183 espectadores Árbitro(s): Hiroyoshi Takayama | Asistencia: 22,183 espectadores Árbitro(s): Hiroyoshi Takayama |

| 14-11-2009 | Irán         | 1–0     | Jordania | Azadi Stadium, Teherán                                       |                                                              |
|            | Nekounam 72' | Reporte |          | Asistencia: 15,000 espectadores Árbitro(s): Yuichi Nishimura | Asistencia: 15,000 espectadores Árbitro(s): Yuichi Nishimura |

| 18-11-2009 | Tailandia | 0–1     | Singapur  | Rajamangala Stadium, Bangkok                                 |                                                              |
|            |           | Reporte | Đurić 38' | Asistencia: 30,000 espectadores Árbitro(s): Abdullah Balideh | Asistencia: 30,000 espectadores Árbitro(s): Abdullah Balideh |

| 22-11-2009 | Jordania      | 1–0     | Irán | King Abdullah Stadium, Amán                                      |                                                                  |
|            | Amer Deeb 78' | Reporte |      | Asistencia: 11,000 espectadores Árbitro(s): Ali Hamad Al-Badwawi | Asistencia: 11,000 espectadores Árbitro(s): Ali Hamad Al-Badwawi |

| 6-1-2010 | Singapur      | 1–3     | Irán                                          | National Stadium, Singapur                            |                                                       |
|          | Alam Shah 32' | Reporte | Aghili 11' (pen.) · Madanchi 12' · Rezaei 63' | Asistencia: 7,356 espectadores Árbitro(s): Sun Baojie | Asistencia: 7,356 espectadores Árbitro(s): Sun Baojie |

| 6-1-2010 | Tailandia | 0–0     | Jordania | Rajamangala Stadium, Bangkok                             |                                                          |
|          |           | Reporte |          | Asistencia: 15,000 espectadores Árbitro(s): Ben Williams | Asistencia: 15,000 espectadores Árbitro(s): Ben Williams |

| 3-3-2010 | Irán         | 1–0     | Tailandia | Azadi Stadium, Teherán                                       |                                                              |
|          | Nekounam 90' | Reporte |           | Asistencia: 17,000 espectadores Árbitro(s): Abdullah Balideh | Asistencia: 17,000 espectadores Árbitro(s): Abdullah Balideh |

| 3-3-2010 | Jordania               | 2–1     | Singapur      | King Abdullah Stadium, Amán                                       |                                                                   |
|          | Al-Saify 9' · Anas 60' | Reporte | Alam Shah 48' | Asistencia: 17,000 espectadores Árbitro(s): Abdul-Rahman Mohammad | Asistencia: 17,000 espectadores Árbitro(s): Abdul-Rahman Mohammad |

## Clasificados
| País            | Modo de clasificación                | Fecha de clasificación  | Apariciones anteriores1, 2                                            |
| --------------- | ------------------------------------ | ----------------------- | --------------------------------------------------------------------- |
| Catar           | Sede                                 | 29 de julio de 2007     | 7 (1980, 1984, 1988, 1992, 2000, 2004, 2007)                          |
| Irak            | Campeón de la 2007 AFC Asian Cup     | 25 de julio de 2007     | 6 (1972, 1976, 1996, 2000, 2004, 2007)                                |
| Arabia Saudita  | Subcampeón de la 2007 AFC Asian Cup  | 25 de julio de 2007     | 7 (1984, 1988, 1992, 1996, 2000, 2004, 2007)                          |
| Corea del Sur   | 3° lugar de la 2007 AFC Asian Cup    | 28 de julio de 2007     | 11 (1956, 1960, 1964, 1972, 1980, 1984, 1988, 1996, 2000, 2004, 2007) |
| India           | Campeón de la 2008 AFC Challenge Cup | 13 de agosto de 2008    | 2 (1964, 1984)                                                        |
| Uzbekistán      | Segundo del Grupo C                  | 18 de noviembre de 2009 | 4 (1996, 2000, 2004, 2007)                                            |
| Siria           | Ganador del Grupo D                  | 18 de noviembre de 2009 | 4 (1980, 1984, 1988, 1996)                                            |
| Irán            | Ganador del Grupo E                  | 6 de enero de 2010      | 11 (1968, 1972, 1976, 1980, 1984, 1988, 1992, 1996, 2000, 2004, 2007) |
| China           | Segundo del Grupo D                  | 6 de enero de 2010      | 9 (1976, 1980, 1984, 1988, 1992, 1996, 2000, 2004, 2007)              |
| Japón           | Ganador del Grupo A                  | 6 de enero de 2010      | 6 (1988, 1992, 1996, 2000, 2004, 2007)                                |
| Baréin          | Segundo del Grupo A                  | 6 de enero de 2010      | 3 (1988, 2004, 2007)                                                  |
| EAU             | Ganador del Grupo C                  | 6 de enero de 2010      | 7 (1980, 1984, 1988, 1992, 1996, 2004, 2007)                          |
| Corea del Norte | Campeón de la 2010 AFC Challenge Cup | 27 de enero de 2010     | 2 (1980, 1992)                                                        |
| Australia       | Ganador del Grupo B                  | 3 de marzo de 2010      | 1 (2007)                                                              |
| Kuwait          | Segundo del Grupo B                  | 3 de marzo de 2010      | 8 (1972, 1976, 1980, 1984, 1988, 1996, 2000, 2004)                    |
| Jordania        | Segundo del Grupo E                  | 3 de marzo de 2010      | 1 (2004)                                                              |

Notas:
1 Negrita indica que fue campeón ese año.
2 Cursiva indica que fue el anfitrión en ese año.

## Goleadores
6 goles
- Shinji Okazaki

5 goles
- Ismael Abdullatif

3 goles
- Gao Lin
- Sōta Hirayama
- Noh Alam Shah

2 goles
- Luke Wilkshire
- Salman Isa
- Abdulla Baba Fatadi
- Qu Bo
- Du Wei
- Mohammad Nouri
- Gholamreza Rezaei
- Javad Nekounam
- Bader Al-Mutawa
- Mahmoud El Ali
- Maher Al Sayed
- Firas Al Khatib
- Jehad Al Hussein
- Sutee Suksomkit
- Mohamed Omer
- Ismail Matar
- Ahmad Khalil
- Alexander Geynrikh
- Nguyễn Vũ Phong
- Lê Công Vinh
- Zaher Farid Al-Fadhli
- Ali Al Nono

1 gol
- Tim Cahill
- Dean Heffernan
- Brett Emerton
- Mark Milligan
- Hussain Salman
- Sayed Mohamed Adnan
- Hao Junmin
- Jiang Ning
- Liu Jian
- Yu Hai
- Yang Xu
- Zhang Linpeng
- Cheng Siu Wai
- Bambang Pamungkas
- Boaz Solossa
- Budi Sudarsono
- Majid Gholamnejad
- Karim Bagheri
- Maziar Zare
- Hadi Aghili
- Mehrzad Madanchi
- Yuji Nakazawa
- Marcus Túlio Tanaka
- Yuto Nagatomo
- Tatsuya Tanaka
- Makoto Hasebe
- Shunsuke Nakamura
- Hisato Satō
- Keisuke Honda
- Hatem Aqel
- Amer Deeb
- Odai Al-Saify
- Anas Bani Yaseen
- Musaed Neda
- Ahmad Ajab
- Fayez Bandar
- Yousef Nasser
- Nasrat Al Jamal
- Akram Moghrabi
- Ali Yaacoub
- Abbas Ahmed Atwi
- Mohammed Ghaddar
- Mohamad Korhani
- Mohd Zaquan Adha
- Baddrol Bakhtiar
- Shamweel Qasim
- Khalifa Ayil
- Hassan Rabia
- Fawzi Bashir
- Ismail Sulaiman
- Agu Casmir
- Mustafic Fahrudin
- Aleksandar Đurić
- Abdelrazaq Al Hussain
- Raja Rafe
- Mohamed Al Zeno
- Abdul Fattah Al Agha
- Therdsak Chaiman
- Sultan Bargash
- Farhod Tadjiyev
- Server Djeparov
- Anvar Gafurov
- Bahodir Nasimov
- Timur Kapadze
- Nguyễn Minh Phương
- Phạm Thành Lương
- Sami Abbod
- Akram Al Selwi
- Mohammed Al Abidi

Autogoles
- Aref Thabit Al-Dali (1) (ante Baréin)